# قلعه ایلود
قلعه ایلود  یک بنای تاریخی مربوط به دوره اشکانیان، صفویان است و در روستای ایلود، بخش مرکزی، شهرستان بستک، استان هرمزگان واقع شده است. این اثر در تاریخ ۱۷ خرداد ۱۳۸۵ با شمارهٔ ثبت ۱۵۳۹۶ به‌عنوان یکی از آثار ملی ایران به ثبت رسید‌‌ه‌است.